# Большакова, Наталья Дмитриевна
Ната́лья Дми́триевна Большако́ва (род. 1943) — артистка балета и педагог, Народная артистка РСФСР (1983).

## Биография
Наталья Большакова родилась 25 ноября 1943 года в блокадном Ленинграде.
В 1963 году после окончания Ленинградского хореографического училища им. Вагановой (выпуск педагога Лидии Тюнтиной) была принята в балетную труппу театра им. Кирова, где уже в первые сезоны выдвинулась на положение солистки. Как танцовщица обладала лирико-драматическим амплуа.

«…Танец Большаковой отличается строгостью и чистотой линий, актёрской выразительностью. Многое в даровании Большаковой было реализовано благодаря возможностям современных хореографов. Большинство партий было исполнено в дуэте с Гуляевым…»— И. В. Ступников

### Репертуар
- Одетта и Одиллия — «Лебединое озеро» (хор. М. Петипа и Л. Иванов)
- Китри — «Дон Кихот» (хор. А. Горский)
- Жизель — «Жизель» (хор. Ж.-Ж. Перро, Ж. Коралли и М. Петипа)
- Гамзатти — «Баядерка» (хор. М. Петипа)
- Принцесса Аврора — «Спящая красавица» (хор. М. Петипа)
- Маша — «Щелкунчик» (хор. В. Вайнонен)
- Эсмеральда — «Эсмеральда» (хор. Ж.-Ж. Перро, М. Петипа и А. Ваганова)
- Эсмеральда — «Собор Парижской богоматери» (хор. Р. Пети)
- Лауренсия — «Лауренсия» (хор. В. Чабукиани)
- Сильфида — «Сильфида» (хор. А. Бурнонвиль)
- Раймонда — «Раймонда» (хор. М. Петипа)
- Солистка — Grand pas из балета «Пахита» (хор. М. Петипа)
- Ширин — «Легенда о любви» (хор. Ю. Григорович)
- Девушка — «Ленинградская симфония» (хор. И. Бельский)
- Ассият — «Горянка» (хор. О. Виноградов)
- Планета — «Далёкая планета» (хор. К. Сергеев)
- Кривляка — «Золушка» (хор. К. Сергеев)
- Хозяйка Медной горы — «Каменный цветок» (хор. Ю. Григорович)
- Жар Птица — «Хореографические миниатюры» (хор. Л. Якобсон)
- Ариадна — «Икар» (хор. И. Бельский)
- Мария Антоновна — «Ревизор» (хор. О. Виноградов)
- Тинатин — «Витязь в тигровой шкуре» (хор. О. Виноградов)
- Ева — «Сотворение мира» (хор. Н. Касаткина)
- «Бахти» — (хор. М. Бежар)

Вместе с партнёром Вадимом Гуляевым исполняла номера современных балетмейстеров Дмитрия Брянцева, Касьяна Голейзовского, Олега Виноградова. В 1981 году для творческого вечера Вадима Гуляева балетмейстер Л. Лебедев поставил для него и Большаковой одноактный балет «Барьер» и номера «Ария» (Пятая Бахиана), «Бхагаватгита» и дуэт на музыку Брамса.

### Педагогическая карьера
В 1987 году окончила балетмейстерское отделение Ленинградской консерватории, в 1987—1990 годах преподавала классический танец в хореографическом училище им. Вагановой, была  председателем экзаменационной комиссии. С 1992 года работала педагогом-репетитором в родном театре. В 1994 году вместе с Вадимом Гуляевым уехала преподавать в Осаку (Япония) где они впоследствии открыли собственную балетную школу.

## Награды и премии
- 1968 — Международный конкурс артистов балета в Варне, Болгария — 2-я премия
- 1969 — Международный конкурс артистов балета в Москве — 3-я премия
- 1977 — Заслуженная артистка РСФСР
- 1983 — Народная артистка РСФСР

## Фильмография
- 1972 — фильм-концерт «Блестящий дивертисмент», Лентелефильм
- 1982 — фильм-балет «Семь красавиц»
- 1983 — цикл «Звезды русского балета»[2] («Бакти», хор. Мориса Бежара, партнёр — В. Гуляев)
- 1984 — цикл «Звезды русского балета»[3] («Баиана» на муз. Вилла-Лобоса, партнёр — В. Гуляев)
- 1986 — х/ф «Фуэте» (Ксана)

В 1980-е годы снималась в фильмах-балетах «Видение розы» и «Павловские музы». Как педагог-репетитор принимала участие в съёмках фильма «Последняя тарантелла» (1992).